# 青苗文化
青苗文化（あおなえぶんか）とは、瀬川拓郎らにより提唱されている文化で、10世紀中葉から11世紀末に北海道渡島半島の日本海側でみられる、擦文文化と本州東北地方の文化の中間的様相をみせる文化のこと。

## 特徴
青苗文化の名称は、奥尻島南端の青苗遺跡から出土した特徴的な土器に由来する。擦文時代に見られる擦文土器は、表面を丁寧に仕上げ（ハケメ）た上で文様を施すが、11世紀頃の青苗土器の作り方は土師器に近く表面を削って厚みを調整（ケズリ）し施文しないことが特徴。また焼成は擦文土器が野焼きであったのに対し、青苗土器は還元焼成に近く、窯で焼かれた可能性がある。しかし轆轤を用いず、時代が下ると再び文様を施すようになることや、椀の底に記号を刻む点は擦文土器に共通する。
住居も両文化と共通する要素がある。擦文文化の住居は深さが1メートルほどにも及ぶ深い竪穴建物で、壁際に煙道がつくカマドと中央に炉をもち、4本の太い柱で屋根を支える。一方で10世紀の東北地方は、ごく浅い竪穴建物もしくは平地建物で、床に据えて煙道を持たないカマドをもつが炉は無く、壁際に並べた細い柱が特徴である。その中間的様相をもつ青苗文化の住居は、東北地方の住居と同じ構造をしながら中央に炉を設けることが特徴であり、火の神を重視するアイヌの精神文化の影響が指摘されている。
また青苗文化では小規模な鉄器生産が確認され、環濠集落や木枠をもつ井戸などは東北地方と共通するが、大量に出土する骨角器製の狩猟用具やアシカ・アワビなどが集中する貝塚からは擦文文化との共通する生業が確認できる。
青苗文化の独自性を指摘する研究者には、瀬川のほかに八木光則や小野裕子らがいる。

## 背景
擦文時代の9世紀後葉になると、擦文人と和人との交易が活発になり、河口部に交易品の集積地となる集落が営まれるようになった。一方で東北地方では、9世紀後葉から10世紀初頭にかけて、北部で人口が激増するのに対し南部では激減する。さらに10世紀中葉には東北地方で人口が半減する。その原因として938年から939年に起きた白頭山の噴火に伴う気候変動と、大規模な北海道への移住が推定されている。瀬川は、東北地方から移住して和人とアイヌの交易を担った集団を青苗文化の人々としている。
1356年（正平11年 / 延文元年）に成立した『諏訪大明神絵詞』によれば、北海道の蝦夷には日ノ本・唐子・渡党の3つのグループが居たと記されている。このうち「和人と姿が似ており大半の言葉が通じるが、髪やヒゲが多くイナウや骨角製の毒矢を使う」と記される渡党について、瀬川は青苗文化の後裔だとしている。

## 参考
- 瀬川拓郎『アイヌと縄文-もうひとつの日本の歴史』 1169巻、筑摩書房〈ちくま新書〉、2016年。ISBN 978-4-480-06873-6。